# Ferrari 360
Ferrari 360 — двухместный среднемоторный спортивный автомобиль с задним приводом, изготавливаемый итальянским автопроизводителем Ferrari с 1999 по 2005 год. Пришёл на смену Ferrari F355 и был заменён на Ferrari F430 в 2005 г.

## История создания
Ferrari в партнёрстве с Alcoa выпустила совершенно новое полностью алюминиевое корпусное шасси, которое было на 40 % жёстче, чем у F355, в котором использовалась сталь. Конструкция была на 28 % легче, несмотря на увеличение габаритных размеров на 10 %. Наряду с лёгкой рамой новый дизайн кузова Pininfarina отличался от традиционных в предыдущих десятилетниях острых углов и переворачивающихся фар. Новый двигатель V8 имеет объем 3,6 литра, плоский коленвал и титановые шатуны. Мощность двигателя составляет 400 л. с. По данным Ferrari, вес снизился на 60 кг, а время ускорения от 0 до 100 км/ч уменьшилось с 4,7 до 4,5 секунд.
Первой моделью стала модель 360 Modena, за которой последовал 360 Spider, и, наконец, Challenge Stradale — самая мощная дорожная версия 360, выпускаемая на заводе. Она отличалась карбоно-керамическими тормозами (взятыми от Enzo), трековой подвеской, увеличением аэродинамики, снижением веса, улучшением ходовых характеристик и обновлением программного обеспечения коробки передач. В мире было произведено 8 800 моделей Modena и 7 565 моделей Spider. Для американского рынка было построено 4 199 автомобилей модели Modena (купе) и 2 389 Spiders (кабриолеты). Из них только 469 Modena и 670 Spider были произведены с 6-ступенчатой механической КПП с закрытым затвором, а не с автоматической однодисковой КПП F1.
Первым гоночным автомобилем стал 360 Modena Challenge, который использовался в серии гоночных автомобилей одного производителя; изготовленные на заводе гоночные автомобили были подготовлены официальным тюнером Michelotto.

## Дорожные версии

### Modena
Первой моделью 360 стала Modena, названная в честь города Модены, где родился Энцо Феррари. Возможная трансмиссия — 6-ступенчатая механическая КПП или электрогидравлическая роботизированная КПП F1 производства Graziano.

Модель 360 Modena была запущена в производство в 1999 г. и оставалась в производстве до 2005 г., когда её заменила модель F430. Через два года за Моденой последовала модель 360 Spider, 20-й дорожный кабриолет Ferrari, который на старте превзошёл продажи модели Modena. Помимо веса, технические характеристики Спайдера почти полностью соответствовали характеристикам модели Modena.

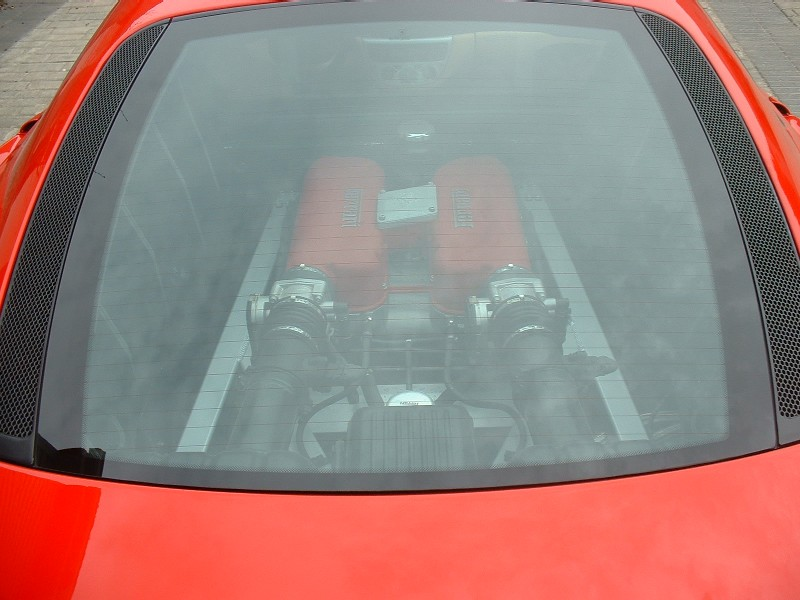
Двигатель у Ferrari 360 Modena находится сзади
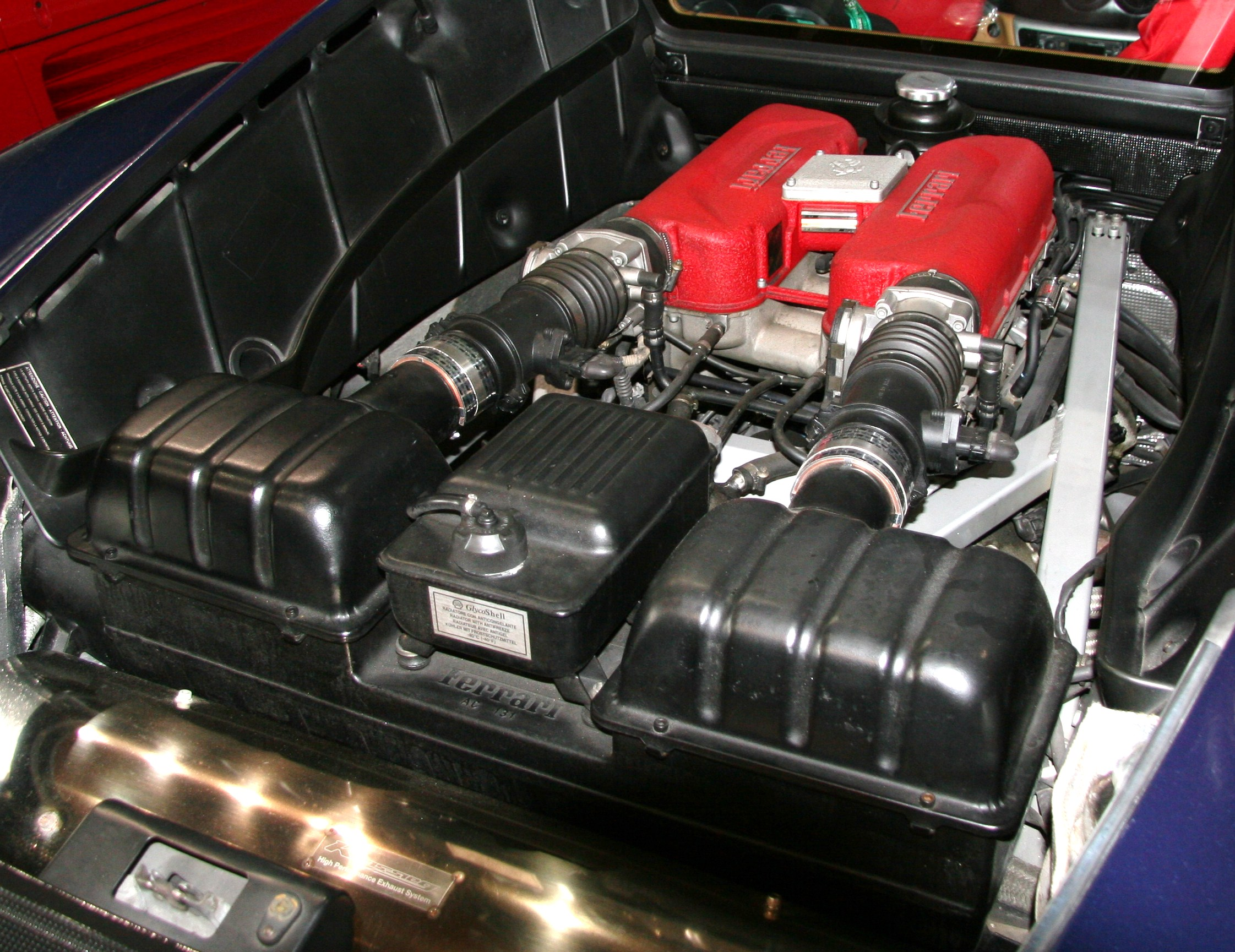
Двигатель
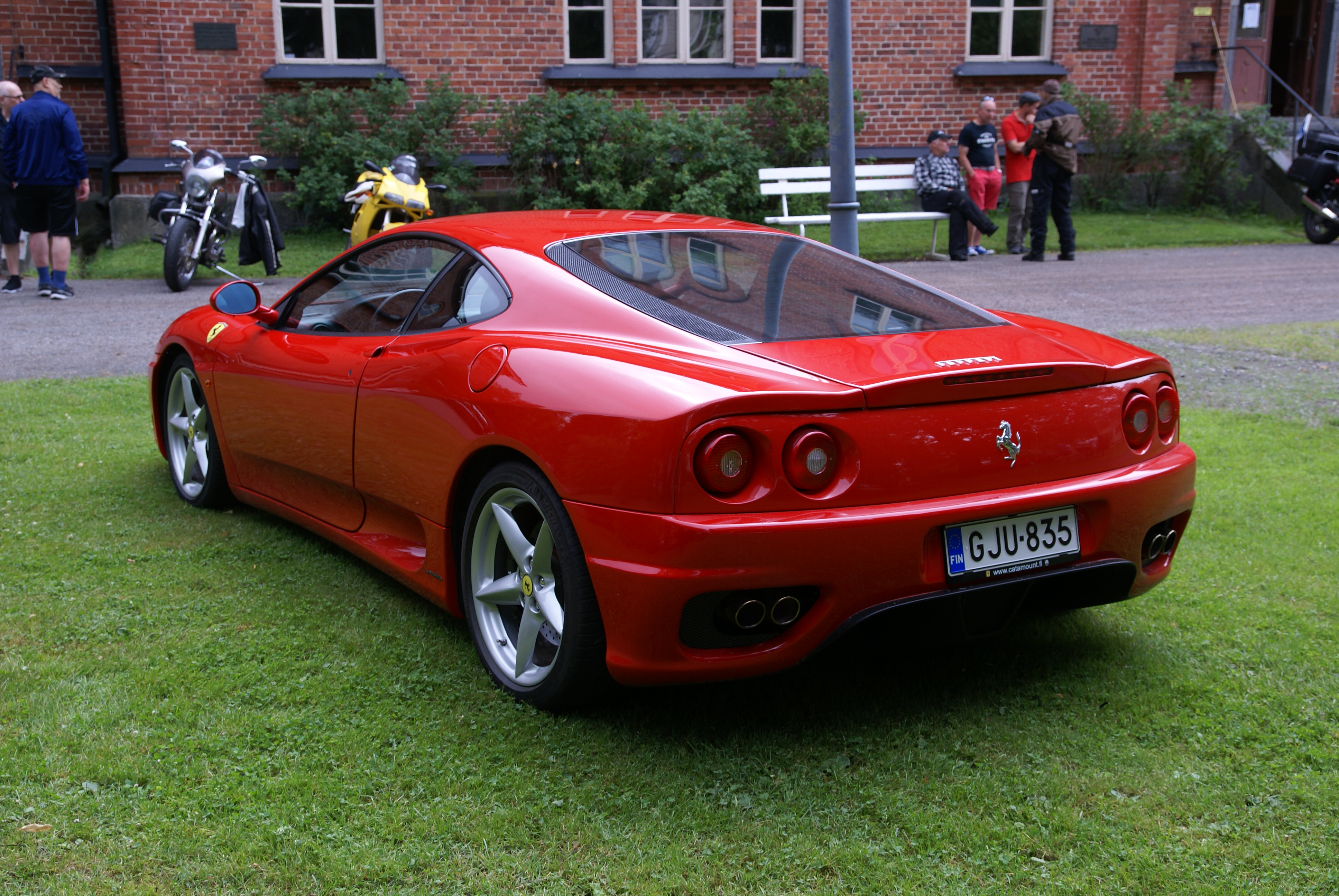
Вид сзади
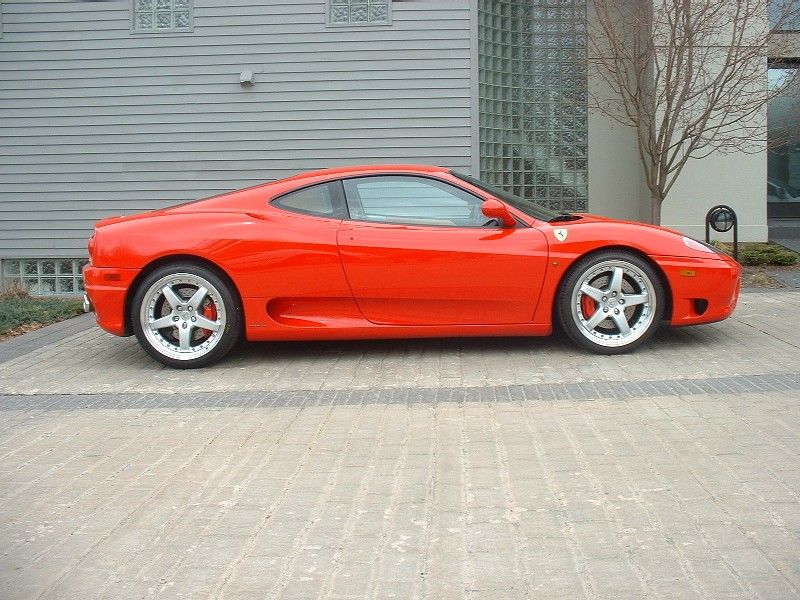
Вид сбоку
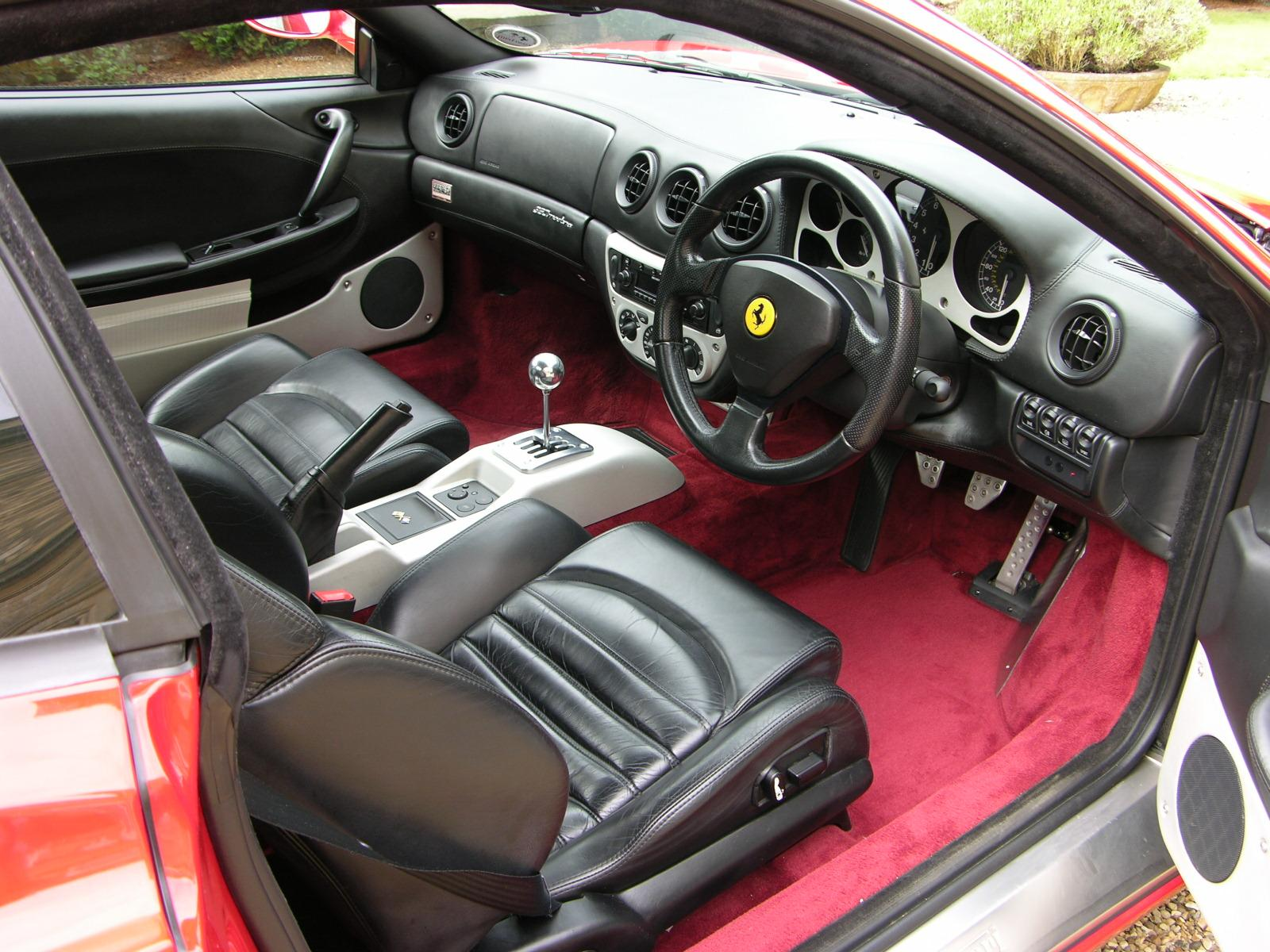
Салон
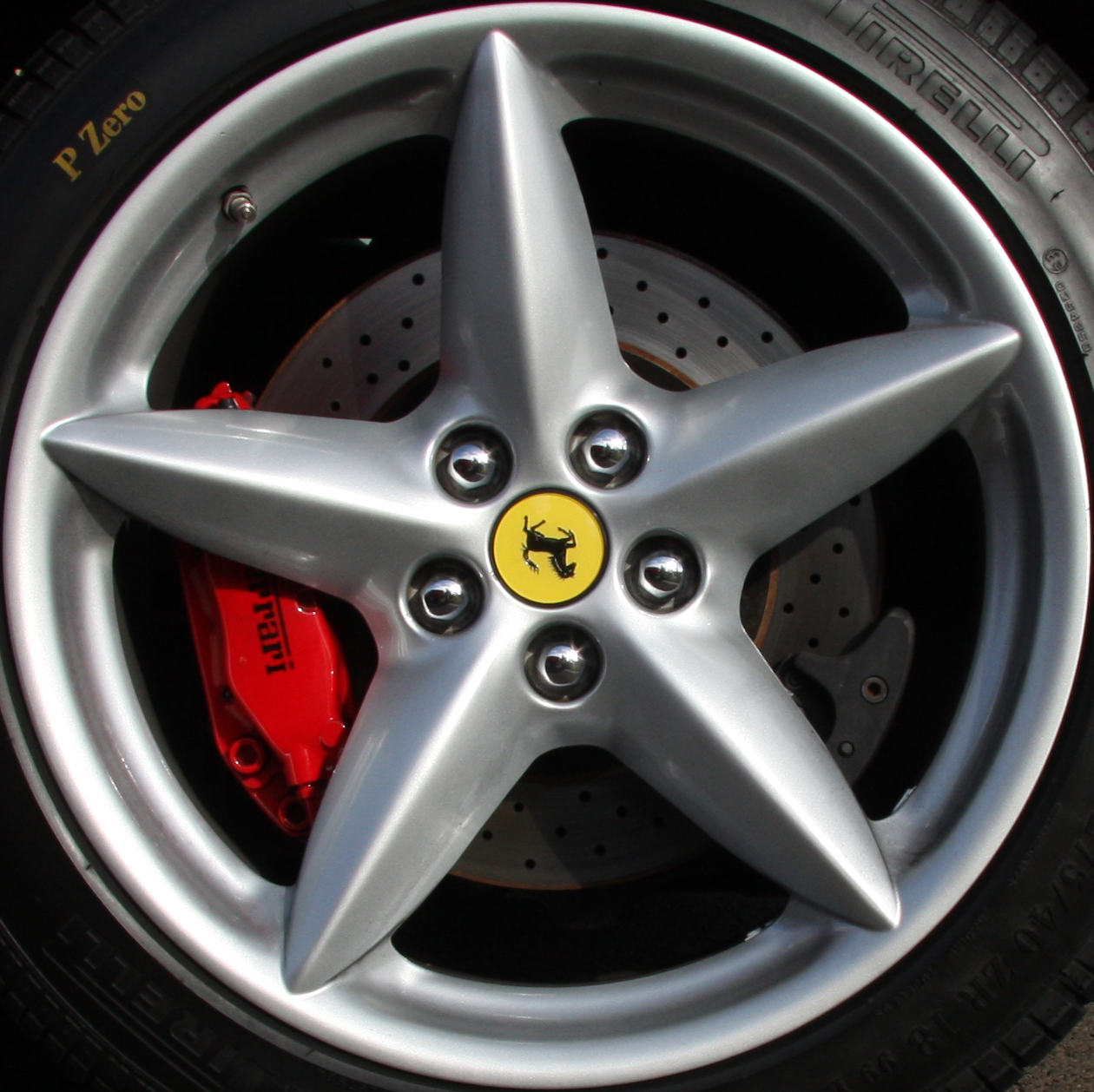
Оригинальные колёса

### Spider
Ferrari 360 Spider был представлен на Женевском автосалоне в 2000 году. Это двадцатый кабриолет Ferrari с откидным верхом.
Модель 360 была разработана с учётом создания кабриолета; поскольку снятие крыши купе снижает жёсткость на кручение, модель 360 была разработана для обеспечения прочности в других областях. Дизайнеры Ferrari усилили подоконники, усилили переднюю часть напольного покрытия и изменили конструкцию рамы ветрового стекла. Задняя перегородка должна была быть плотной, чтобы исключить шум двигателя из кабины. Необходимая динамическая жёсткость кабриолета обеспечивается дополнительными боковыми усилениями и поперечной балкой перед двигателем. Безопасность пассажиров обеспечивается усиленной рамой ветрового стекла и стабилизаторами поперечной устойчивости. Благодаря лёгкой алюминиевой конструкции Spider весит всего на 60 кг тяжелее, чем купе.
Как и в версии Modena, его двигатель V8 объёмом 3,6 литра мощностью 400 л. с. демонстрируется под стеклянной крышкой двигателя. Двигатель, ограниченный в пространстве складским помещением верхней части кабриолета, получает дополнительный приток воздуха через особенно крупные боковые воздухозаборники. Впускные коллекторы были смещены по направлению к центру двигателя между воздуховодами в моторном отсеке Spider’а, а не в сторону друг от друга, как у модели Modena. С точки зрения производительности, время ускорения 0-97 км/ч было несколько медленнее из-за небольшого увеличения веса, а максимальная скорость была снижена.

Несмотря на то, что двигатель V8 расположен посередине автомобиля, крыша с электроприводом может убираться в отсек, когда он не используется. Складная крыша была доступна в чёрном, синем, сером и бежевом цветах. Преобразование от закрытого верха к открытому кабриолету представляет собой двухступенчатую складку.

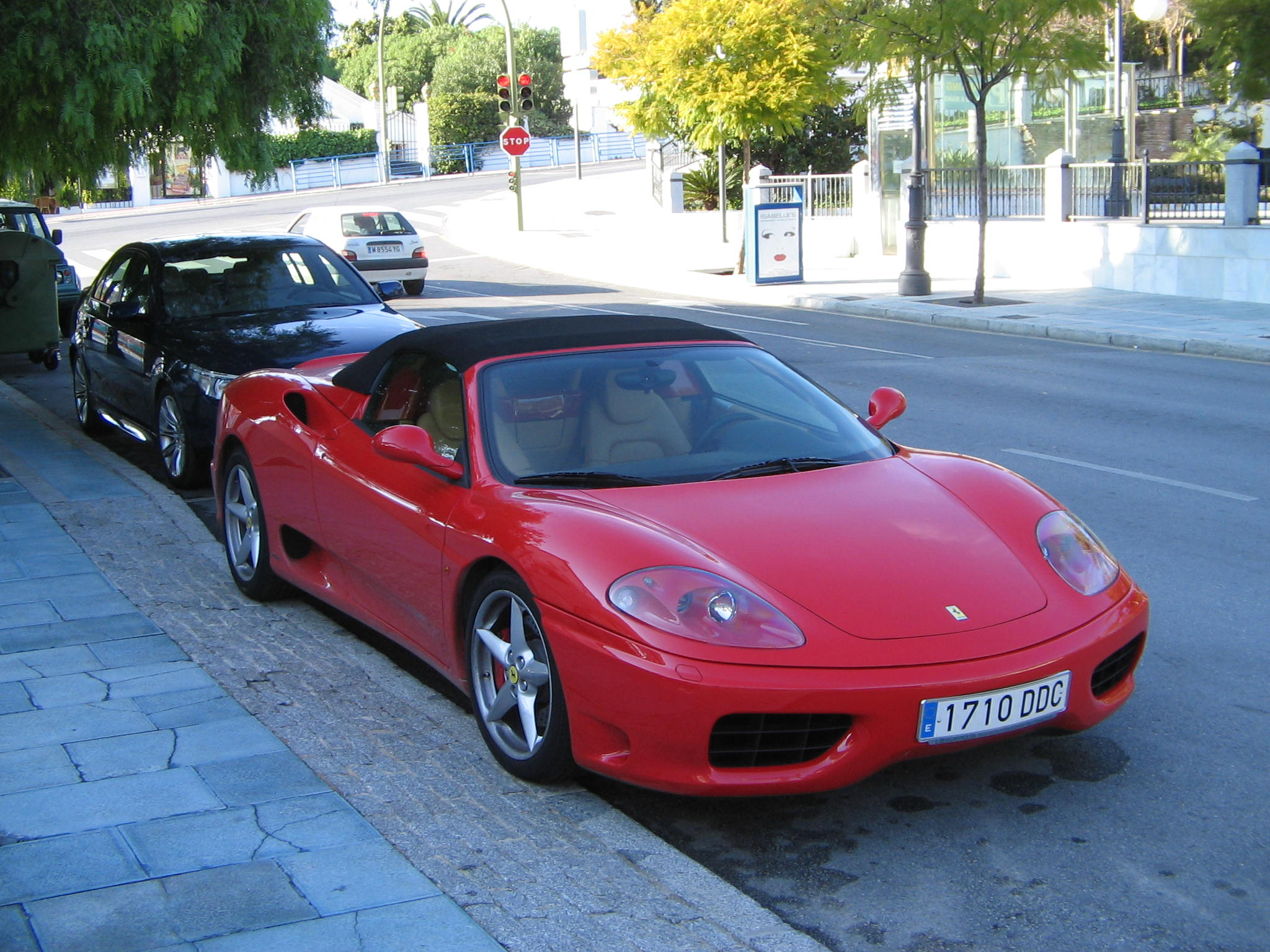
Версия Spider имеет мягкую складную крышу
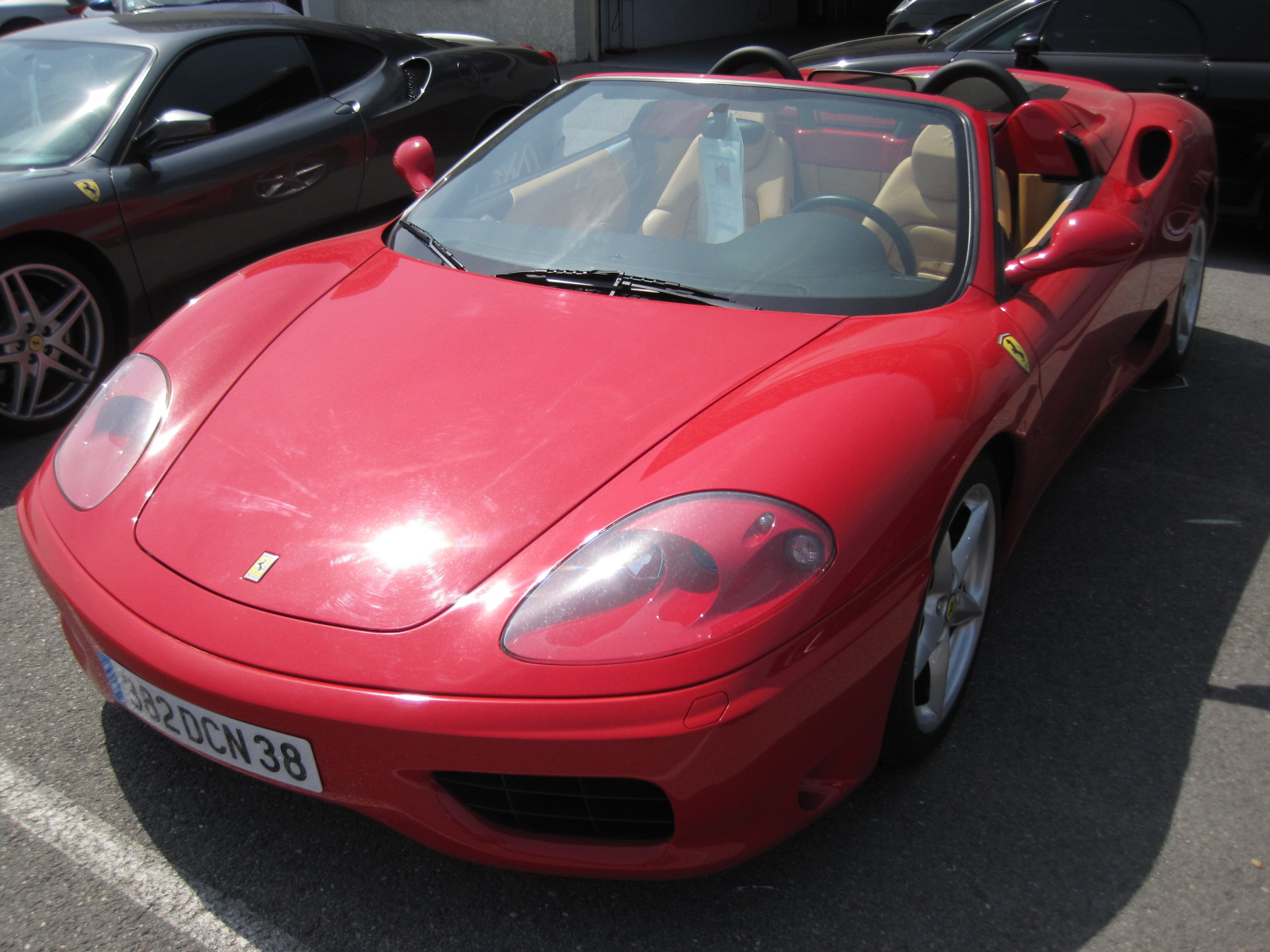
Вид спереди
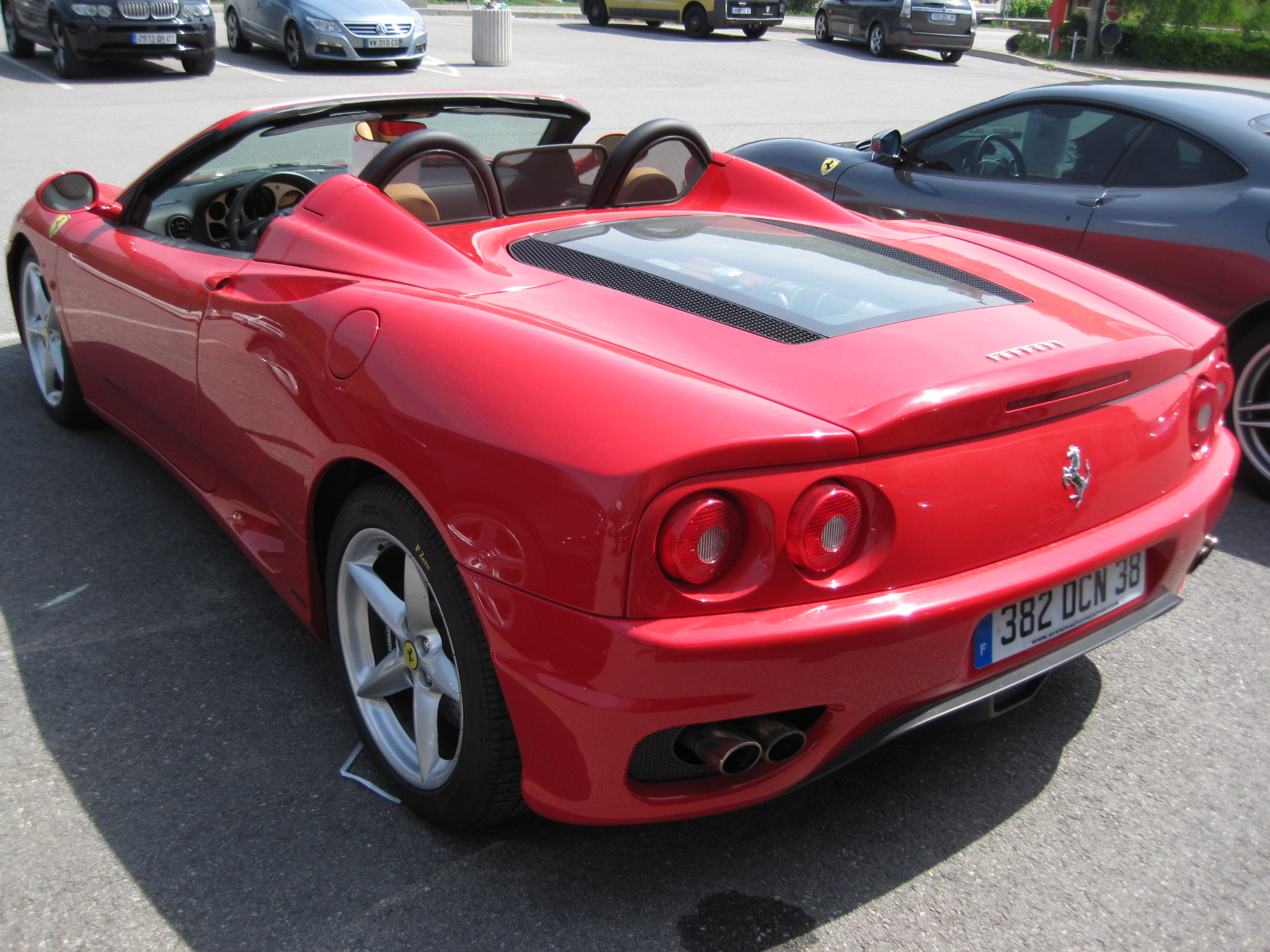
Вид сзади
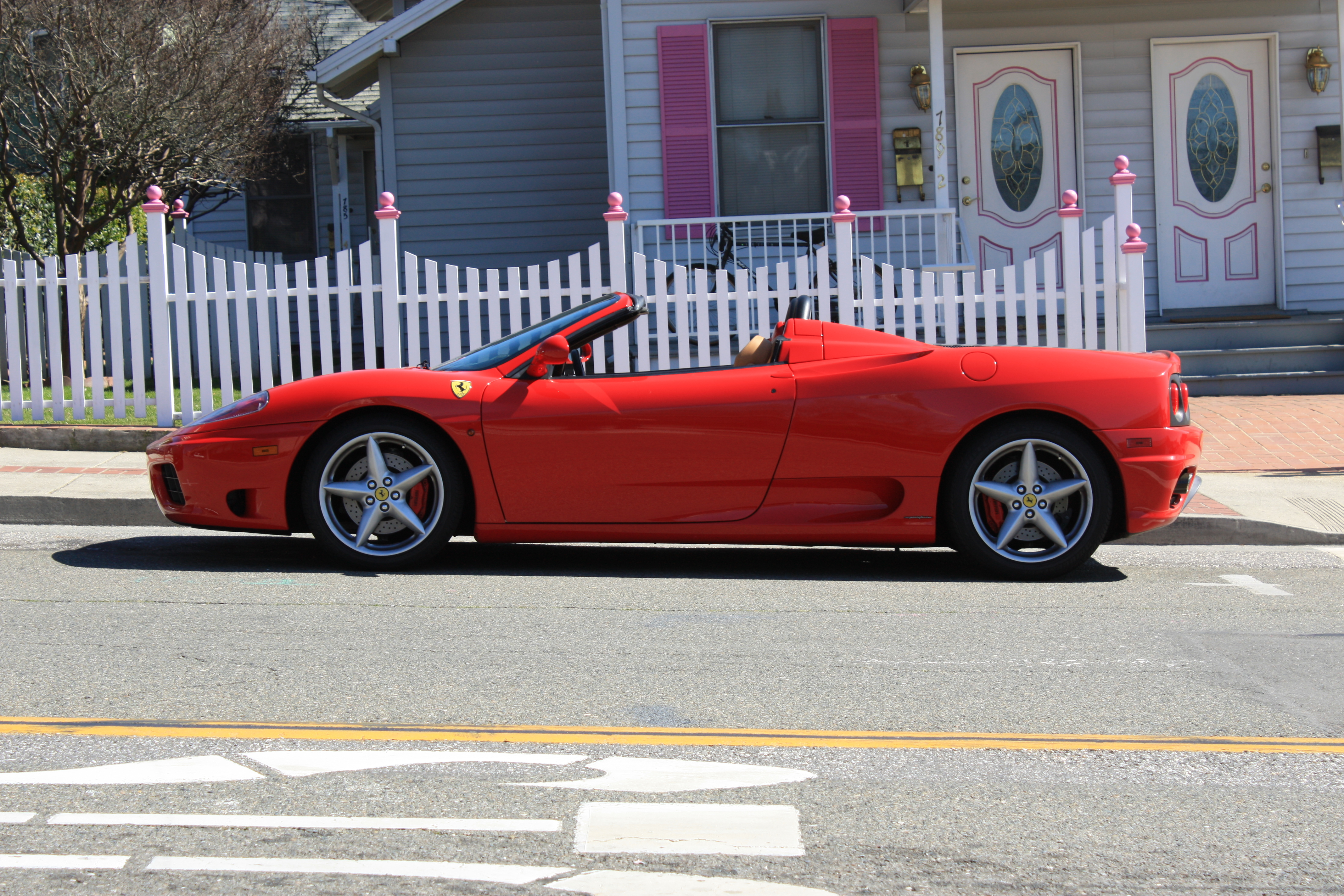
Вид сбоку
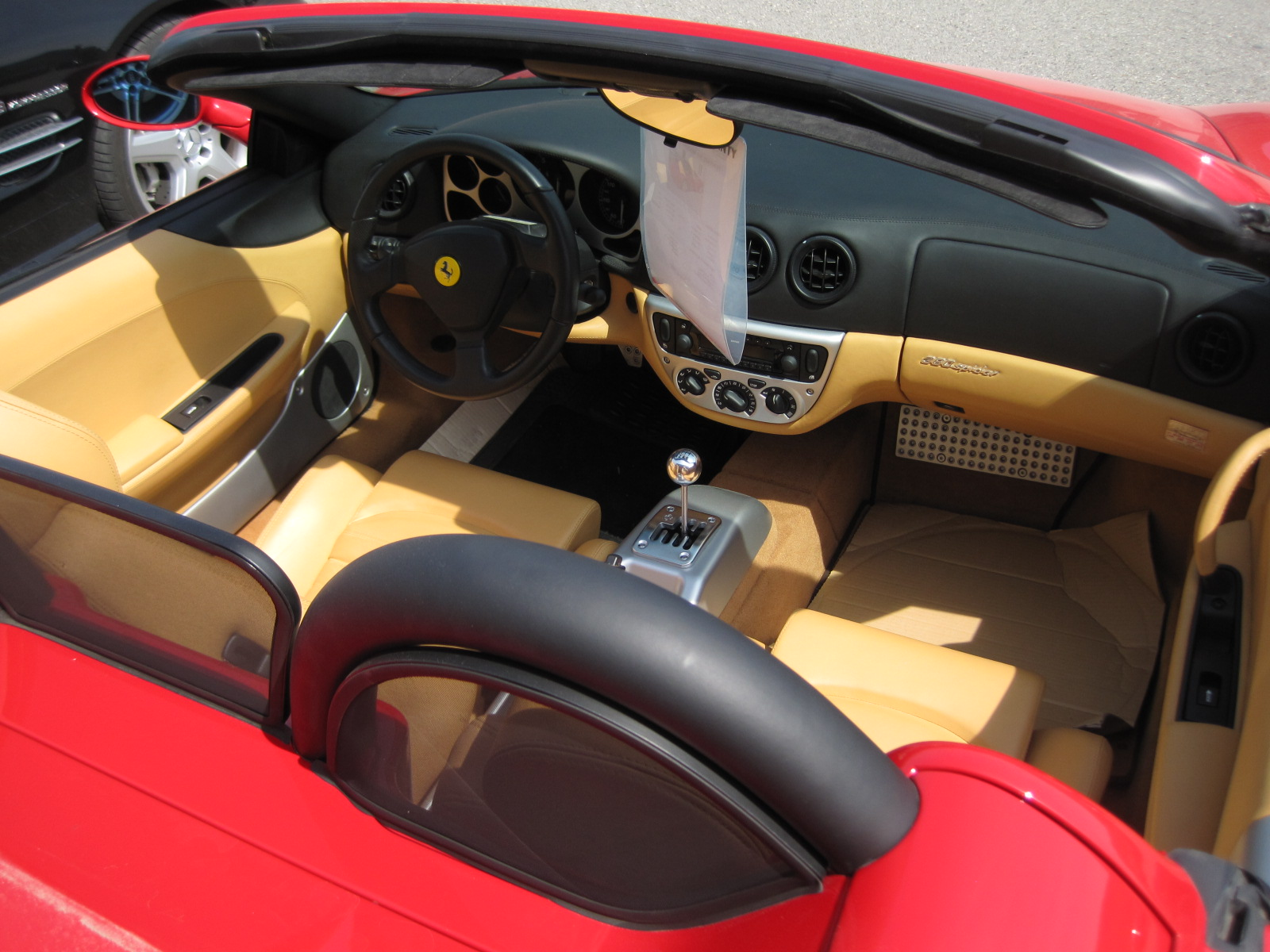
Салон: вид сверху
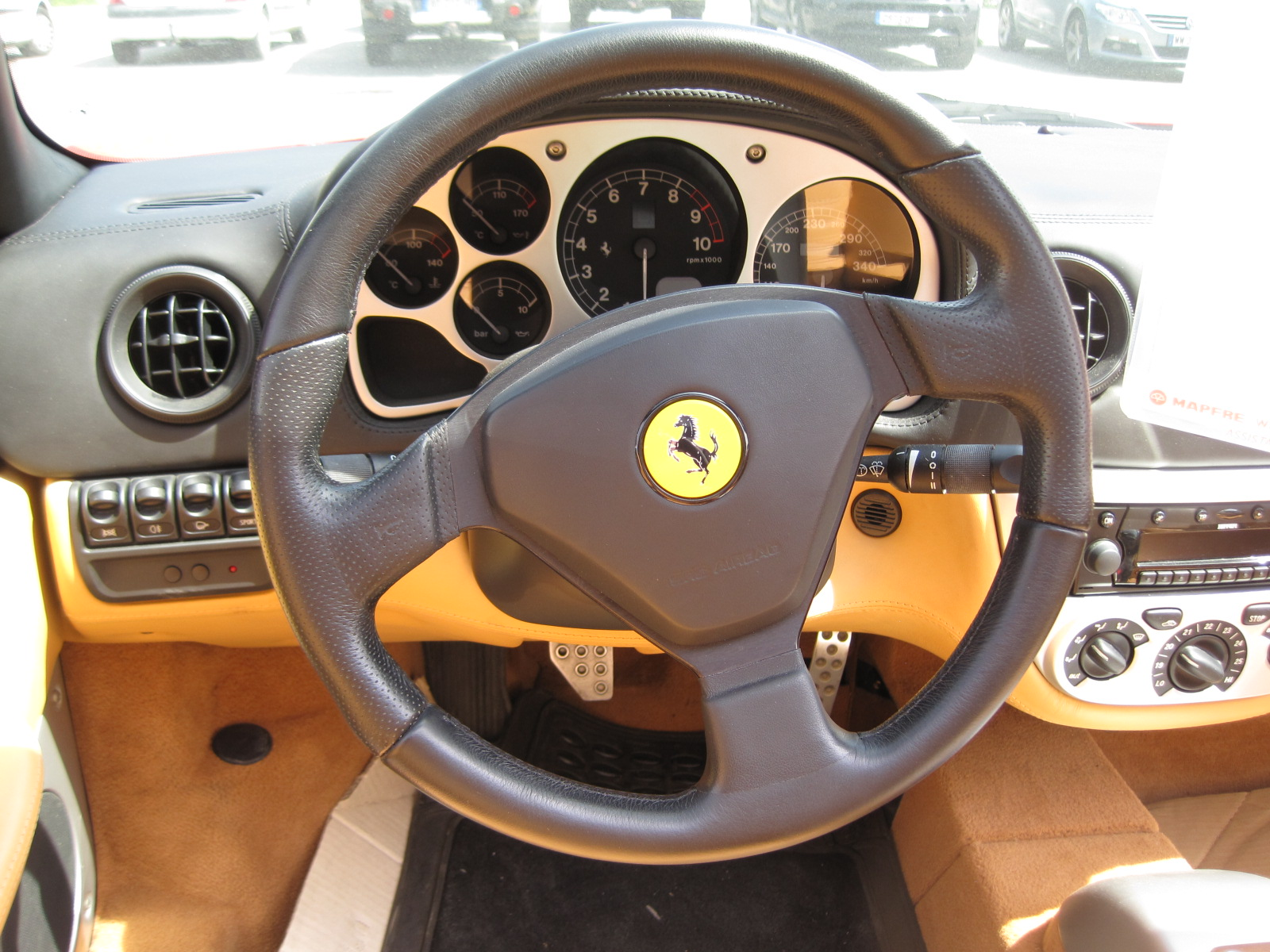
Салон: вид от руля
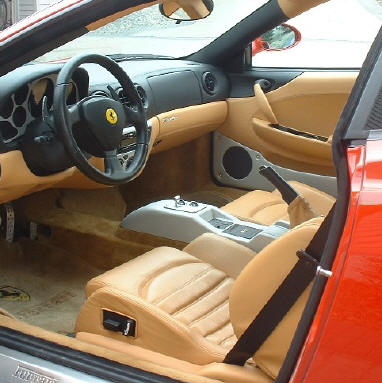
Салон: вид сбоку
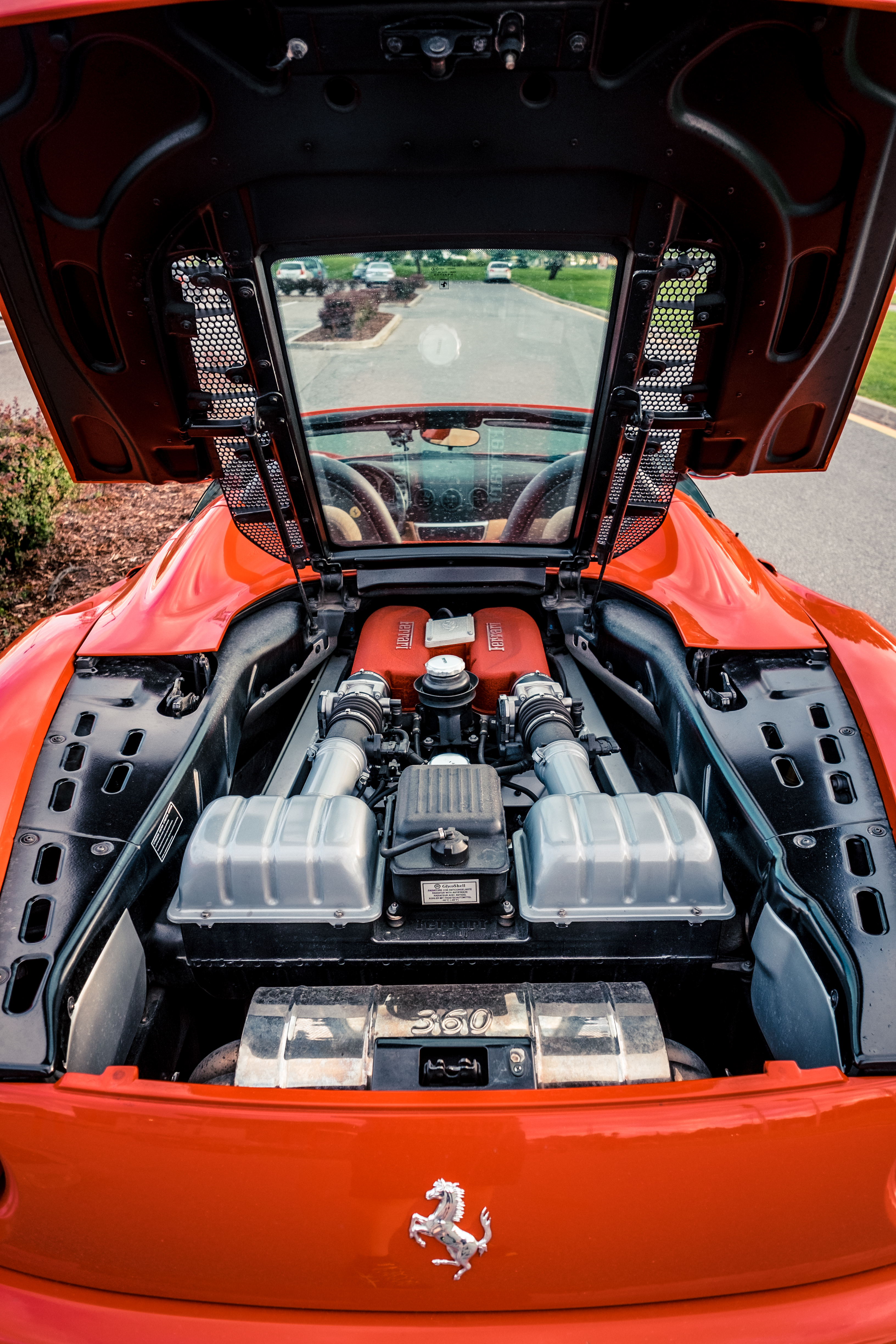
Двигатель в данной версии так же находится сзади

### Barchetta
Ferrari 360 Barchetta (серийный номер 120020) — это кабриолет, построенный на базе Ferrari 360 Spider. Он был заказан главным акционером и исполнительным директором Fiat — Джанни Аньелли в 2000 году в качестве свадебного подарка для тогдашнего председателя Fiat и президента Ferrari Луке Кордеро ди Монтедземоло. Автомобиль имеет большое сходство с Ferrari 360 Spider, но между ней и Ferrari 360 Barchetta есть небольшие различия, которые заключаются в удалении мягкой крыши и стабилизаторов поперечной устойчивости и изменении формы лобового стекла для лучшей аэродинамики автомобиля, из-за чего из машины убрали зеркало заднего вида с лобового стекла. Характеристики автомобиля остались такими же, как и у Ferrari 360 Spider. Снаружи автомобиль покрашен в краску серебристого цвета Argento Nurburgring с красной линовкой. Интерьер обшит чёрной кожей и тканью кремового цвета, сиденья сделаны из ткани, а на приборной панели и коробке передач вышита модель автомобиля — 360 Barchetta.

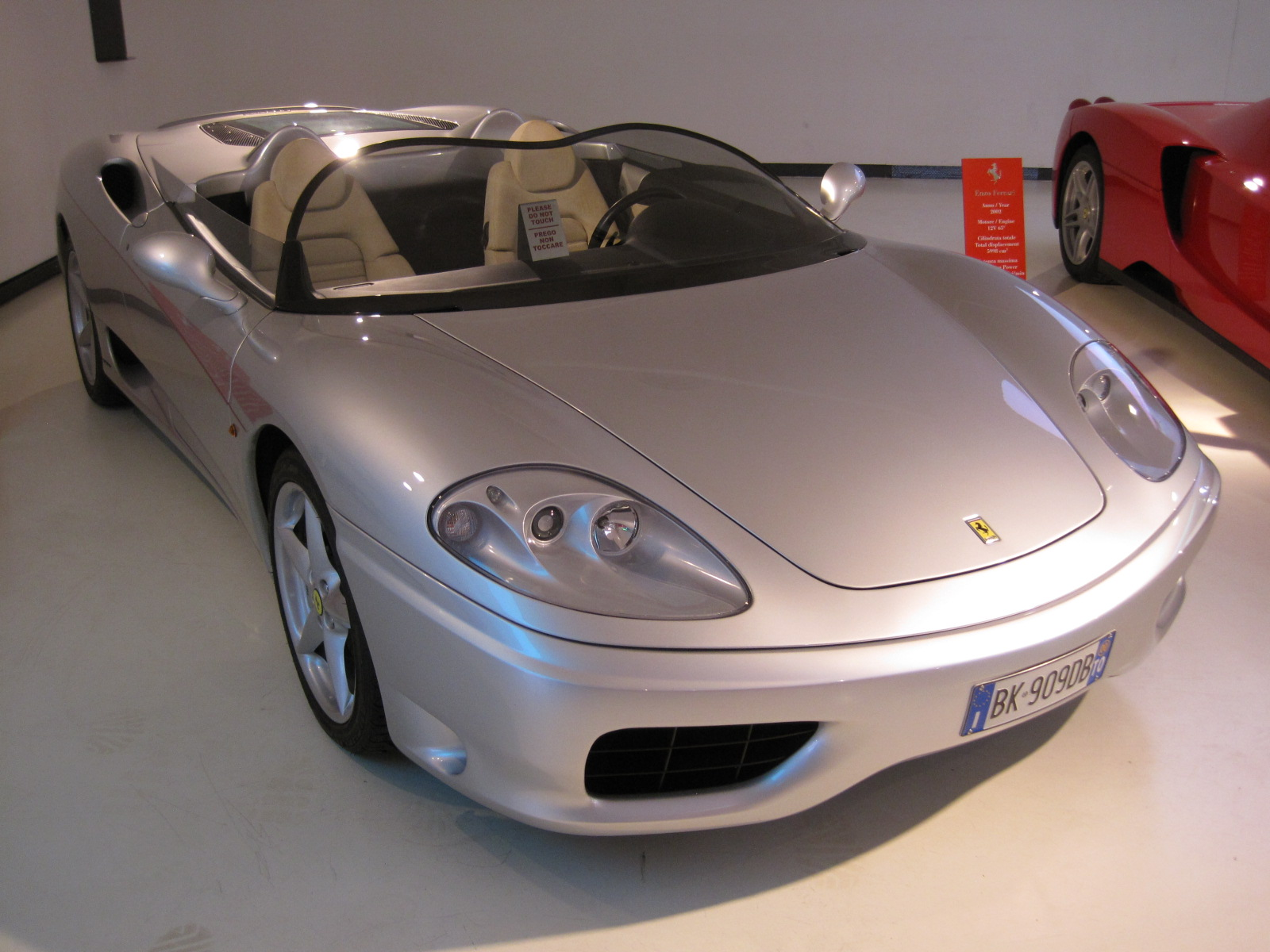
Вид спереди
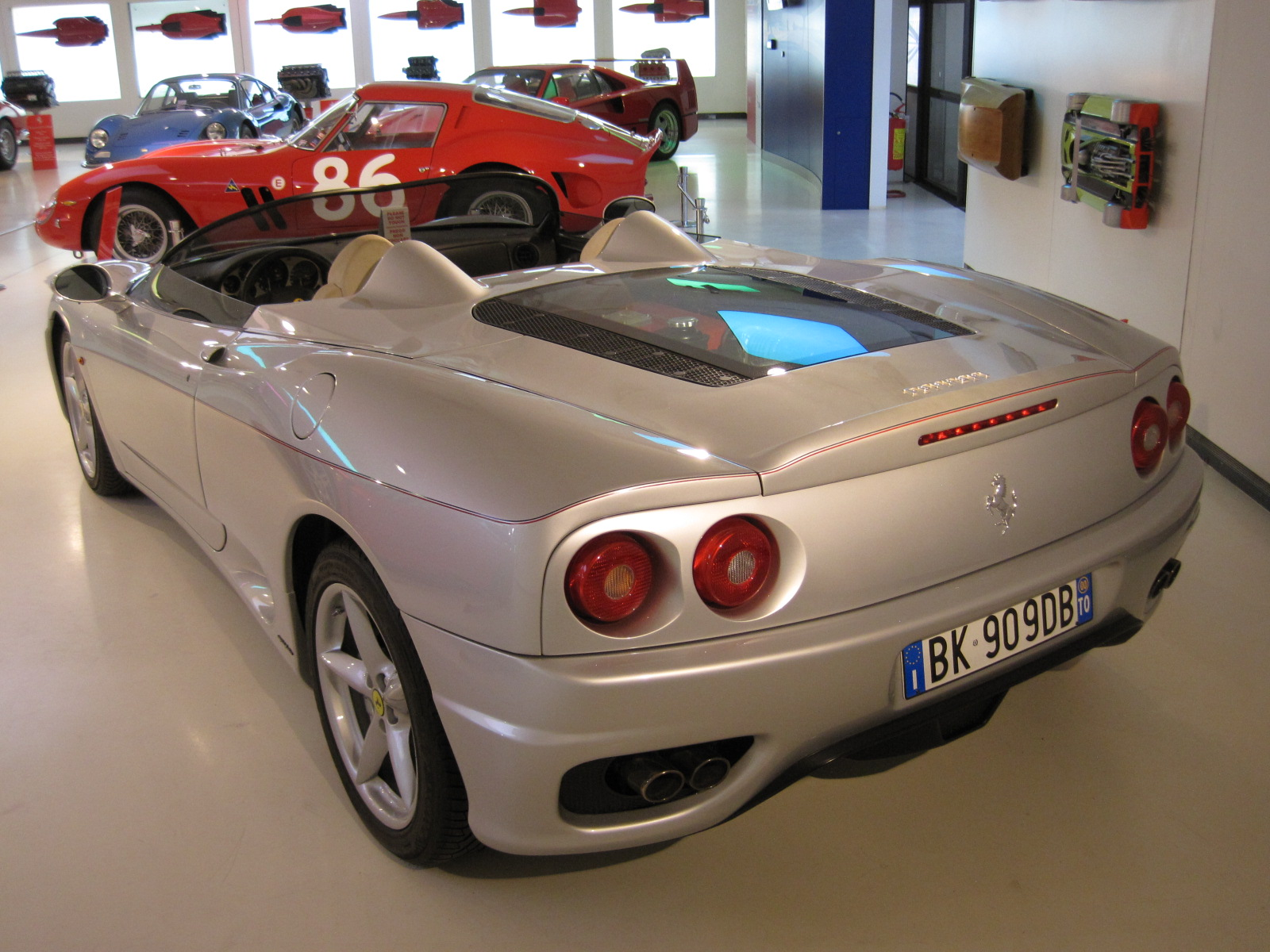
Вид сзади
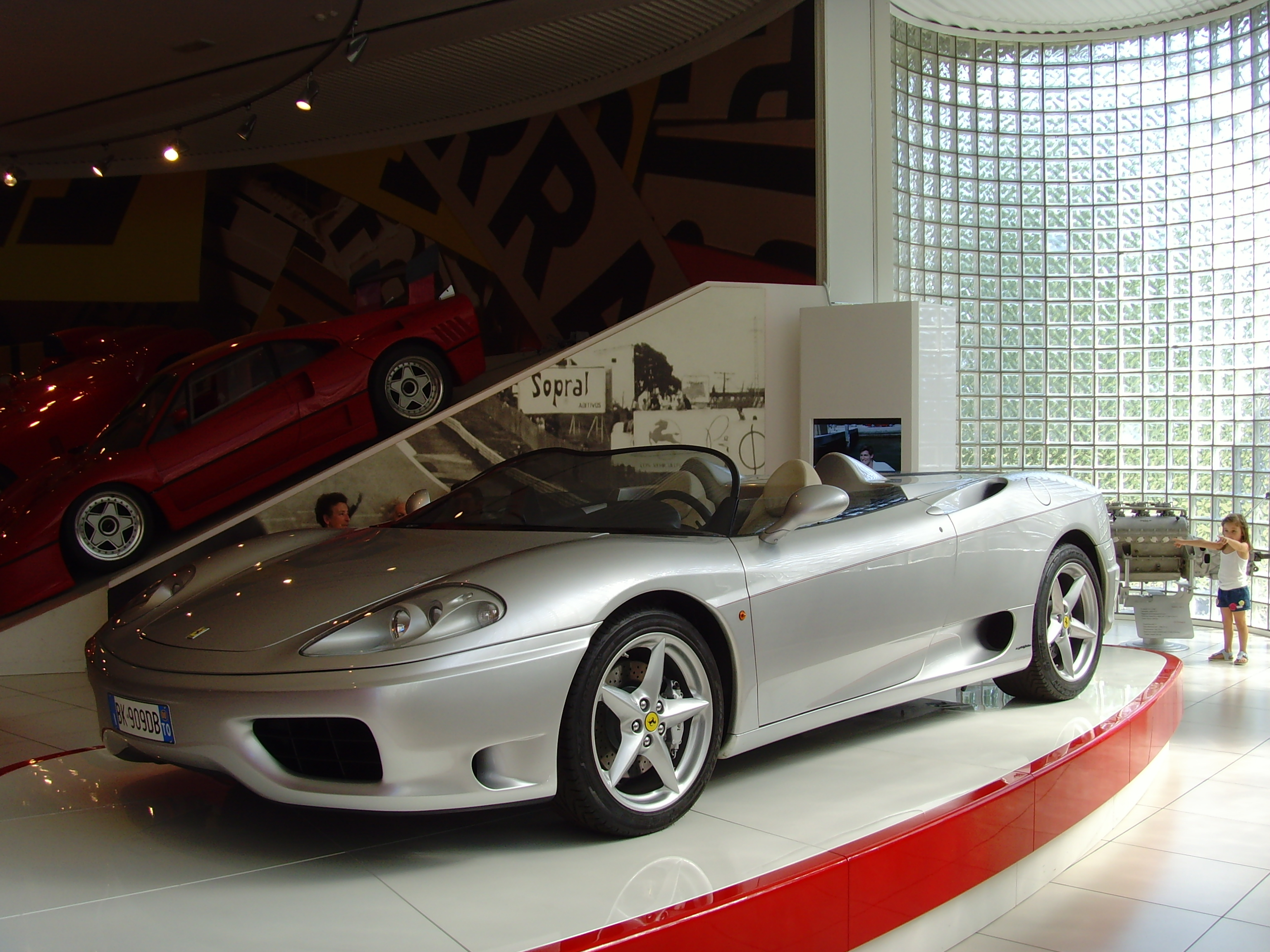
Вид сбоку
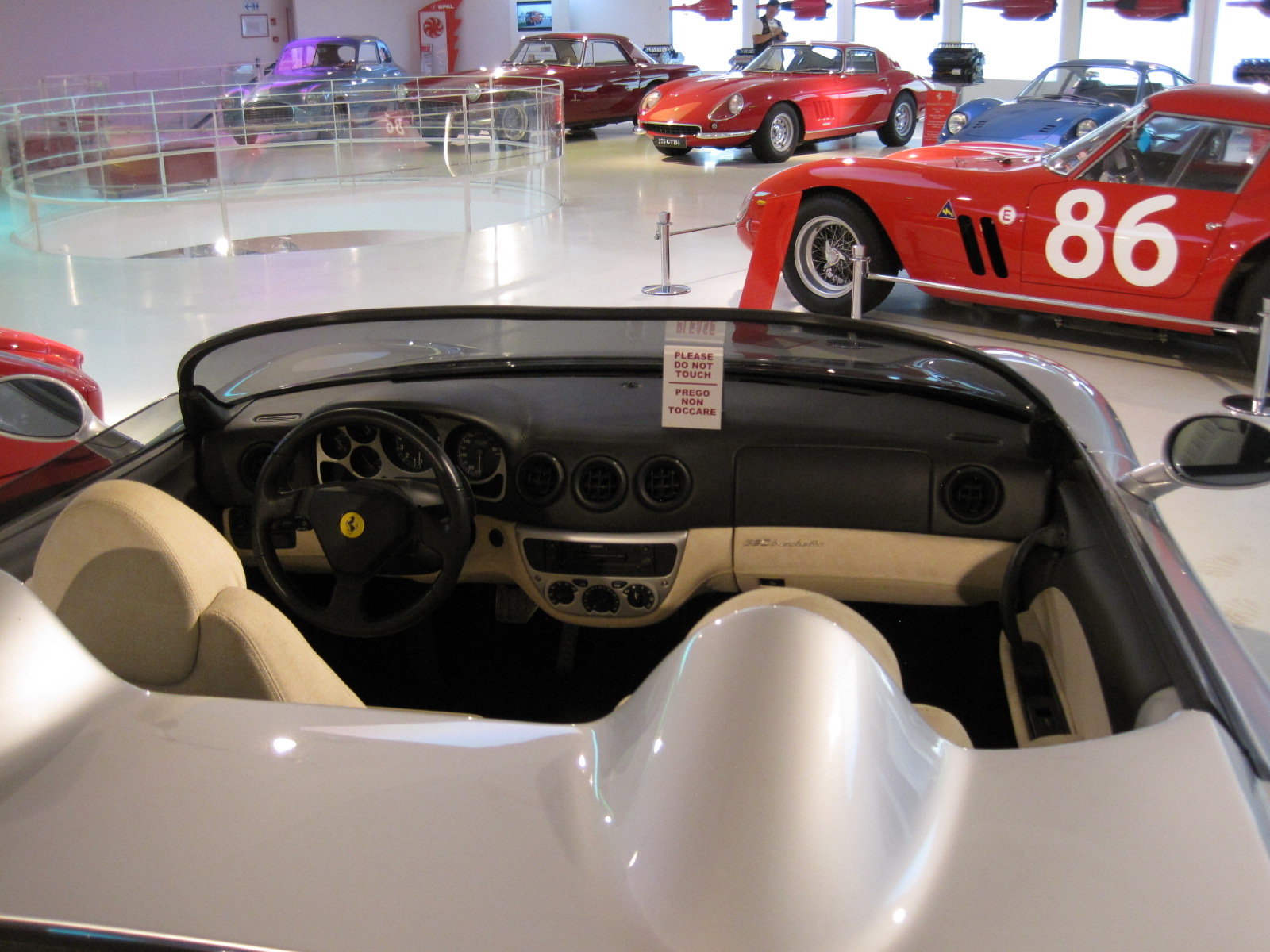
Салон
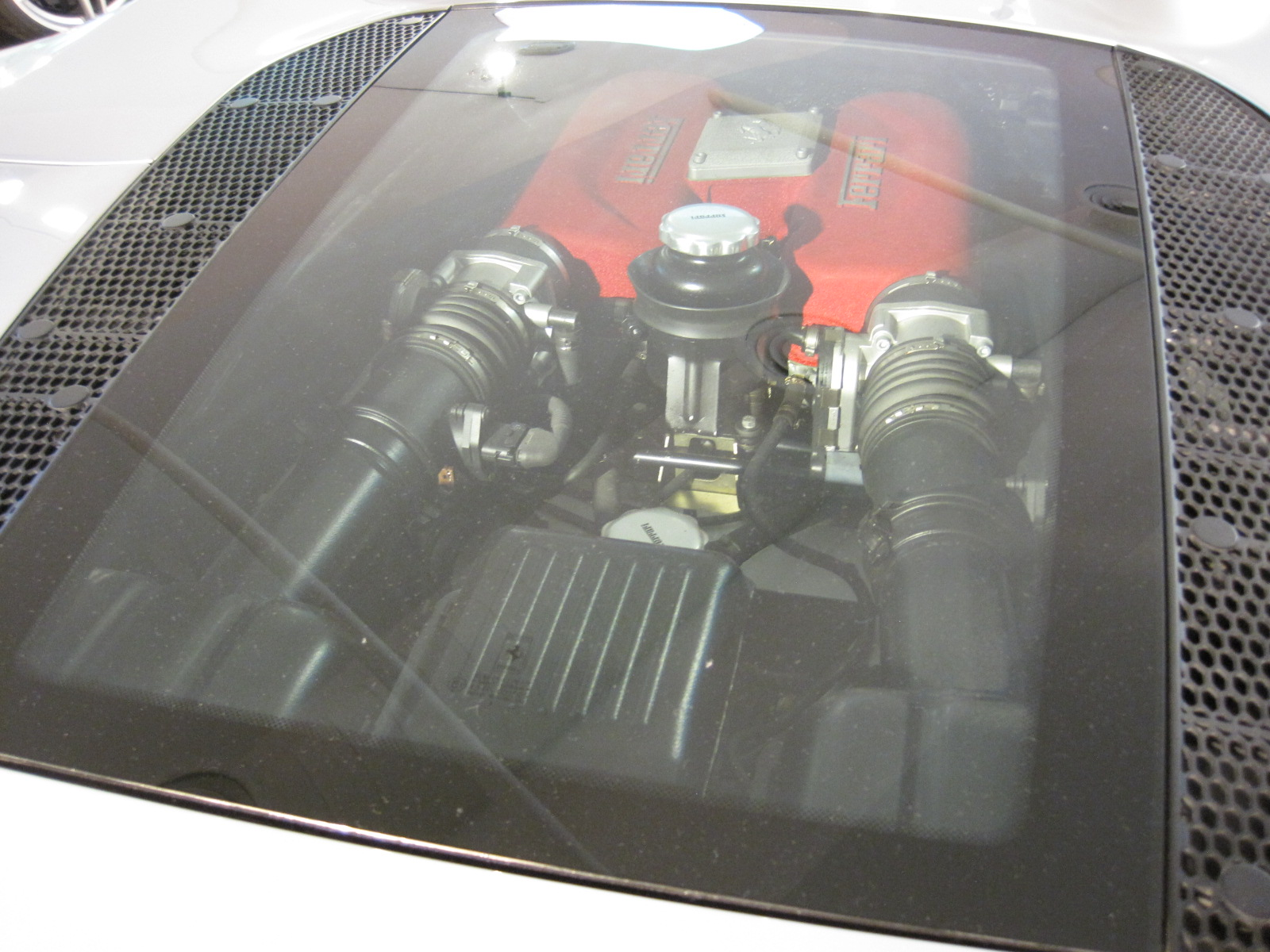
Двигатель находится сзади, как и в Spider версии.

## Гоночные версии

### Modena Challenge

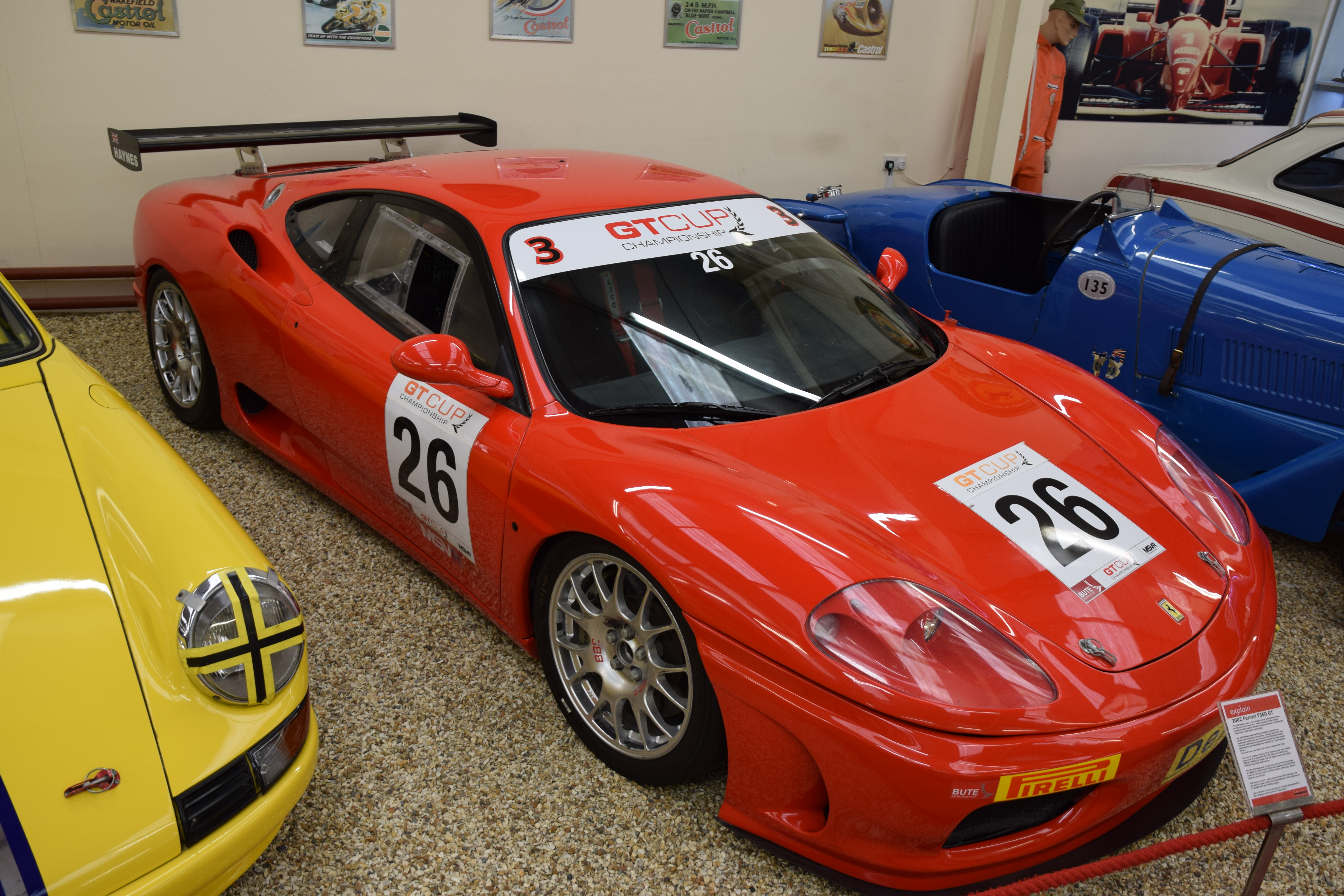
Ferrari 360 Modena Challenge

Ferrari 360 Modena Challenge была основана на дорожной версии Ferrari 360 Modena и сильно переработана под гоночный автомобиль. На момент запуска Ferrari заявила, что 360 Modena Challenge ускоряется от 0 до 100 км / ч за 3,9 секунды (на 0,6 секунды быстрее, чем стандартный 360 Modena) и может поворачивать и тормозить значительно быстрее, чем дорожный автомобиль благодаря добавленным в автомобиль аэродинамическим элементам. Brembo предоставила автомобилю модернизированные золотые суппорты и большие 2х-слойные диски, в то время как компания Bosch предоставила программное обеспечение ABS, ориентированное на трековые гонки. Выхлопная система была существенно облегчена и стала одним из основных факторов увеличения мощности по сравнению со стандартным двигателем (поскольку, как утверждали сами Ferrari, система зажигания в гоночной версии практически идентичная с дорожным 360 Modena).
Ferrari 360 Modena Challenge и имела урезанный салон, приспособленный для гонок. Два оригинальных сиденья и ремни безопасности были заменены одни спортивным сиденьем из углеродного волокна и утверждёнными FIA гоночными ремнями безопасности. В 360 Modena Challenge поставили одно сидение вместо стандартных двух, как в гражданской версии, для облегчения автомобиля. Также для большей безопасности в автомобиль был установлен каркас безопасности с системой пожаротушения. Приборная панель была переработана, на неё был поставлен монохромный ЖК-дисплей для отображения жизненно важных данных о двигателе. Адаптивная подвеска дорожного автомобиля была заменена регулируемыми гоночными амортизаторами. Были добавлены большие тормоза с дополнительными каналами охлаждения.

### GT
Созданный на базе модели Modena Challenge автомобиль Ferrari 360 GT был предназначен для участия в чемпионатах FIA GT и ACO с 2002 года. Всего в течение трёх лет было изготовлено 30 автомобилей стоимостью от 382 тысяч до 402 тысяч евро.

### GTC
Созданный в 2004 году на базе модели GT автомобиль Ferrari 360 GTC имел значительно переработанную по результатам интенсивных аэродинамических исследований форму пластикового кузова. Благодаря этому удалось серьёзно увеличить прижимающую автомобиль к дороге силу.